# 天一神
天一神（てんいちじん、てんいつじん）は方角神の一つで、十二天将の主将である。中神（なかがみ）、天一（てんいち）、天乙（てんおつ）、貴人（きじん）ともいう。天一神は天と地との間を往復し、四方を規則的に巡るとされ、天一神のいる方角を犯すと祟りがあるとされた。天一神の出自については帝釈天の大臣であるという説や、北極星の精であるという説、荒神であるという説、天女であるという説など色々ある。天一神の別名「中神」は、天一神が十二天将の中央に立つからという説や、一つの方角に長く留まるため「長神」の意味であるという説がある。

## 天一神遊行
天一神は、以下に記す44日間は天上から降りて下界で四方を巡る。これを天一神遊行（てんいちじんゆぎょう）という。それぞれの期間に天一神がいる方角を塞（ふたがり）といい、その方角に向って事を起こしたり、その方角に真っ直に進んだりすることを避けた。これを方忌みという。天一神は特に平安時代に強く信じられ、当時の方違えのほとんどは天一神のいる方角を避けた物であった。下表内の干支の後の数字は甲子から数えた数字。
| 初日 | 初日 | 日数  | 方角 | 方角 |
| ---- | ---- | ----- | ---- | ---- |
| 己酉 | 第46 | 6日間 | 艮   | 北東 |
| 乙卯 | 第52 | 5日間 | 卯   | 東   |
| 庚申 | 第57 | 6日間 | 巽   | 南東 |
| 丙寅 | 第3  | 5日間 | 午   | 南   |
| 辛未 | 第8  | 6日間 | 坤   | 南西 |
| 丁丑 | 第14 | 5日間 | 酉   | 西   |
| 壬午 | 第19 | 6日間 | 乾   | 北西 |
| 戊子 | 第25 | 5日間 | 子   | 北   |

## 天一天上
天一天上は選日の1つ。
癸巳（30番目）から戊申（45番目）までの16日間は天一神が天上に帰るため、この期間は天一神の祟りはなくなる。この期間を天一天上（てんいちてんじょう）といい、選日の一つとして暦に記載されている。天一天上の期間は天一神の祟りはなく、どこへ出かけるにも吉とされ、縁起をかつぐ相場師はこの日を相場が上騰する諺として用いた。しかし、その代わりに日遊神が地上に降りて家の中に留まるため、この期間は家の中を清潔にしなければ日遊神の祟りがあるとされている。その年の最初の天一天上の1日目を「天一太郎」といい、上吉日とされている。この日に雨が降るとその後の天候が良くなくなるとされ、この日の天候によってその年の豊作と凶作を占った。